# The Gone Jackals
The Gone Jackals fue una banda de rock estadounidense formada por el líder Keith Karloff en 1984 y con sede en San Francisco, California. Originalmente llamado "Keith Gale's Parallel Universe", la alineación original estaba formada por Charlie Hunter, Rudy Maynard y Mark Berdon y tocaba en la escena de clubes locales de San Francisco. En 1989, después de que Hunter y Berdon se fueran para dedicarse a otros proyectos, la banda fue rebautizada con la incorporación de Judd Austin y Trey Sabatelli como "The Gone Jackals", lanzando su primer álbum Out and About with the Gone Jackals en 1990.
La música de la banda generalmente consiste en hard rock, garage rock y blues rock. Su siguiente álbum, Bone to Pick (1995) también incorporó heavy metal. La banda colaboró con Peter McConnell de LucasArts para producir la banda sonora del juego de aventuras con temática de motociclistas Full Throttle; Las pistas de Bone to Pick fueron adaptadas para este propósito. Blue Pyramid (1998), su tercer y último álbum, incluyó la experimentación con rock psicodélico. Además, la banda lanzó dos obras de larga duración.
La banda se disolvió en 1999, no antes de firmar un nuevo sello para distribuir en Europa. A finales de 2001, Karloff empezó a trabajar en un nuevo proyecto musical. Liderado por una pasión por la música rock de estilo antiguo, Karloff formó Bonedrivers, un power trio de blues rock que desde entonces ha realizado giras por los Estados Unidos y publicado un álbum de larga duración aclamado localmente llamado Roadhouse Manifesto.

## Historia
The Gone Jackals se fundaron durante finales de los años 1980 por el multi-instrumentista Keith Karloff, un baterista talentoso, guitarrista y compositor de canciones que solía tocar como solista en Nueva York desde los años ochenta, bajo el nombre artístico de "Keith Gale".
Después de mudarse a San Francisco en 1984, Karloff comenzó a buscar apoyo de nuevos músicos para formar una nueva banda. El bajista Rudy Maynard y el guitarrista virtuoso Charlie Hunter fueron los primeros en reunirse con él. Además de ellos, el baterista Mark Berdon vino a completar la alineación. Juntos formaron una banda llamada "Keith Gale Parallel Universe", y comenzó a tocar regularmente en clubes locales. Pronto, la banda firmó con Blue/Black Records y lanzaron su primer EP, un casete promocional llamado Five Piece Screwdriver Set.
En los años siguientes, Charlie Hunter decidió dejar la banda y fue reemplazado por el guitarrista de rock Austin Judd. Después de un tiempo, Mark Berdon dejó la banda también. El baterista Trey Sabatelli vino en su lugar y con la fuerza de esta nueva formación, Keith Karloff dio a luz a "The Gone Jackals", la última encarnación de la banda. Fue entonces que "Keith Gale" decidió cambiar su nombre por el de "Keith Karloff".
En 1990, The Gone Jackals lanzó su álbum debut oficial, Out and About with the Gone Jackals. Las canciones eran una mezcla de sonidos clásicos y estilos de la música rock, y tuvo un éxito moderado en las estaciones de radio independientes en California, Washington y San Diego. Después del lanzamiento del álbum, The Gone Jackals empezó a recorrer el estado de ciudad en ciudad.
Su segundo álbum de larga duración, Bone to Pick, fue publicado en 1995. Sus canciones fueron elegidas por Peter McConnell, director musical del equipo de LucasArts, para ser presentado como la banda sonora del nuevo juego de video que estaban trabajando, Full Throttle. McConnell también ayudó a componer algunos temas originales para el juego.
Gracias a Full Throttle, Bone to pick se convirtió en el álbum más famoso y aclamado de la banda, aún ganando mucha atención fuera de los Estados Unidos. Se vendieron cientos de miles de copias en todo el mundo, y su gran éxito fue inducido por Blue/Black Records para producir una nueva versión de Out and About with the Gone Jackals, el álbum anterior de la banda.
En 1998 un tercer álbum salió. Se llamaba Blue Pyramid y fue el proyecto más ambicioso de la banda. Con este álbum, Karloff consolidó su actitud hard rock al estilo estadounidense mientras trataba de experimentar en algunas direcciones nuevas, como la psicodelia. Algunas de las canciones del álbum fueron puestas al aire en varias estaciones de radio nacionales, mientras que la banda promovía Blue Pyramid con una nueva gira que los llevó a partir de Texas a Carolina del Sur, así como a todos los puntos álgidos del estado de California.
Durante el año 1999, The Gone Jackals firmó con el sello discográfico internacional Raspberry Records, con la intención de dar a conocer y distribuir su música en Europa. Raspberry Records ha suministrado para volver a liberar todos sus discos, además de dos sencillos inéditos, la canción Faith Healer (que es un cover de un hit de la famosa The Sensational Alex Harvey Band/Alex Harvey Band ) y una versión reeditada de No Sign of Rain (una pista de audio original de Blue Pyramid).

## Miembros
- Keith Karloff: Voz líder y guitarras
- Rudy Maynard: Bajo fender
- Trey Sabatelli: Batería y voces
- Judd Austin: Guitarra y voces

## Discografía
- 5 pc. Screwdriver Set
- 7 inch EP
- Out and About with the Gone Jackals (1990, relanzado en 1996)
- Bone to Pick (1995)
- Blue Pyramid (1998)
- Faith Healer (1999, relanzado en 2007)